# تلسکوپ سی متری
تلسکوپ سی متری (انگلیسی: Thirty Meter Telescope) که به اختصار TMT نامیده می‌شود، رصدخانه اخترشناسی پیشنهادی با یک تلسکوپ بسیار بزرگ است که باعث ایجاد بحث و جنجال در محل ساخت آن در مائونا کیا در هاوایی ایالات متحده آمریکا شده است. محل ساخت این تلسکوپ جایی است که ادعا می‌شود در فرهنگ و دین بومیان هاوایی مقدس به شمار می‌رود، باعث جلب توجه بین‌المللی پس از اکتبر ۲۰۱۴ شده است. در این زمان عملیات ساخت تلسکوپ پس از تظاهرات اعتراضی موقتاً متوقف شد. در حالی که قرار بود ساخت تلسکوپ در دوم آوریل و سپس در ۲۴ ژوئیه ۲۰۱۵ ادامه یابد، اما هر بار با تظاهرات اعتراضی متوقف شد. هیئت ارضی و منابع طبیعی پروژه TMT را تأیید کرد ولی دادگاه عالی ایالت هاوایی مجوز ساخت این تلکسوپ را در دسامبر ۲۰۱۵ باطل کرده و اعلام کرد که هیئت آیین دادرسی را رعایت نکرده است. در صورتی که ساخت تلسکوپ در هاوایی متوقف شود، رصدخانه صخره بچه‌ها در لا پالما واقع در جزایر قناری اسپانیا محل جایگزین ساخت این تلسکوپ خواهد بود. تلسکوپ سی متری آخرین محل جهت ساخت هر گونه تلسکوپ در مائونا کیا خواهد بود.
دانشمندان ساخت تلسکوپ‌های بسیار بزرگ را از دهه ۱۹۸۰ میلادی در نظر داشته‌اند. در سال ۲۰۰۰ اخترشناسان امکان ساخت تلسکوپی با آینه‌ای با قطر بیش از ۲۰ متر جهت جمع‌آوری نور را مورد توجه قرار دادند. در آن زمان فناوری ساخت آینه‌ای با قطر بیش از ۸٫۴ متر وجود نداشت، در نتیجه دانشمندان به فکر استفاده از قطعات کوچک‌تر که در مجموع آینه بزرگی را تشکیل می‌دهند یا مجموعه‌ای از آینه‌های ۸ متری که به صورت واحد کار می‌کنند، افتادند. آکادمی ملی علوم ایالات متحده آمریکا ساخت تلسکوپی سی متری را پیشنهاد کرد. دانشمندان دانشگاه کالیفرنیا و مؤسسه فناوری کالیفرنیا شروع به طراحی این تلسکوپ کردند که در نهایت منجر به طراحی و توسعه تلسکوپ سی متری شد که از ۴۹۲ قطعه آینه تشکیل شده و قدرت آن ۹ برابر تلسکوپ کک خواهد بود. با توجه به قدرت بسیار زیاد جمع‌آوری نور و بهینه‌سازی شرایط رصدی که در نقاط مرتفع مائونا کیا وجود دارد، تلسکوپ سی متری دانشمندان را قادر می‌سازد تا تحقیقاتی که با ابزارهای امروزی ناممکن است را به انجام برسانند. این تلسکوپ به منظور رصد پرتو فرابنفش و فروسرخ میانی (۰٫۳۱ تا ۲۸ میکرون از طول موج) طراحی شده است. TMT در بالاترین ارتفاع نسبت به همه تلسکوپ‌های بسیار بزرگ خواهد بود و کمک‌های دولتی از کشورهایی نظیر چین، ژاپن، هند و کانادا را دریافت خواهد کرد.